# Soma Mamagésa
Spitzer Gyöngyi, születési nevén Somogyi Gyöngyi Zsuzsanna, művésznevén Soma Mamagésa (Debrecen, 1966. május 29. –) magyar énekes, előadóművész, műsorvezető, újságíró, életszemléleti tanácsadó, spirituális tanító.

## Életpálya
Ötgyermekes család első gyermekeként született. Arra a kérdésre, hogy mi szeretne lenni, már pici korában ezt válaszolta: „színész, költő, festő, író”. Kétéves koráig Debrecenben, majd 18 éves koráig Hajdúnánáson élt. Nagyon szeretett iskolába járni. Mindvégig kötelességtudó és szorgalmas diák volt, imádta a szakköröket. 5 éves korától 16 éves koráig rajzszakkörös volt. A legkomolyabb eredményt 16 évesen érte el, egy nemzetközi japán rajzversenyen ezüstérmes lett. 6 és 20 éves kora között folyamatosan vers- és prózamondó versenyeken vett részt. Nagyon fontos része volt életének a család. Édesanyjának rengeteget segített a háztartás vezetésében és 4 testvére nevelésében. A mások iránti felelősség megtanulása hasznos volt számára és a mai napig hálás érte. 5 éves korától 21 éves koráig végig a Színművészeti Főiskolára készült. 18-21 éves koráig minden évben 200 verset és 15 monológrészletet vitt a felvételire. Egyik évben sem sikerül a felvételije, viszont érettségi után felvették a debreceni Pinczés Stúdióba, majd innen az Alföld Színpadra került.
Húszévesen költözött Budapestre. A rendszerváltás előtti években a hazai alternatív, underground kulturális élet paradicsomában énekelt, színjátszással foglalkozott, performanszokat csinált, előadásokat tartott. Bekerült Jeles András "Monteverdi Birkózó Köre" elnevezésű – a kor legelismertebb underground – színházába.
A médiába 1989-ben robbant be, elsőként Déri János hívta be az Éjszaka című műsorába, hogy ott élőben mutasson be részleteket az Élet és Irodalomban megjelent „Szexuális szakácskönyv”-éből. (Ebből lett később, 2012-ben az Afrodiziákumok szakácskönyve.) Ezután Friderikusz Sándor show-iban szerepelt rendszeresen. (TV műsorokban és azon kívül is.) Népszerű lett szókimondó, szabad szellemiségével.
Meghatározónak tartja, hogy 1986-ban megismerkedett Wahorn András képzőművész-zenésszel (a Bizottság zenekar akkori tagjával), akivel azóta is barátságban van. Több közös munkájuk volt. 1987-ben forgattak közösen egy videoklippet, amiben ő volt az énekesnő és a dalszöveg író. Nyitotta meg Wahorn kiállítását, a 2016-ban megjelent Wahorn forever könyvben írása jelent meg.
Az 1980-as évek második felében ismerte meg Király Tamást, akinek több showjában is részt vett, hozzá is végig barátság fűzte. Ebben az időszakban lett tagja a Fiatal Művészek Klubjának, ahol éveken át volt klub koncert sorozata, rengeteg performenszének volt ez is a helyszíne.
Énekesként elsőként a Ráday Klubban lépett fel 1987-ben Pravda nevű punkzenekarával, majd Bernáth Y Sándor (a Bizottság zenekar egyik alapító tagja volt) Matuska Silver Sound zenekarának lett az énekesnője. Elsőként koncertezett a Tilos az A-ban, ahol évekig klubja is volt. Itt ismerkedik meg férjével, Lőrincz Györggyel 1990. tavaszán. 1991. július 30-án megszületett fiuk: Lőrincz Lázár Gáspár, majd 1993. március 26-án lányuk, Lőrincz Lili Hanna. Az anyaság „földelte le”. Közben belül folyamatosan kereste a saját zenei útját. Színházi produkciót készít a Komédium Színházban. „Soma-sámán est” címmel, a férfiakkal való, és a férfiakon keresztüli tapasztalásról, ami közel egy évadon át ment a színházban. Előtte már a szintén itt játszott, egyedül írt és rendezett előadásának címe: „Önkitárulkozó és másokat is nyitogató Soma-show”.
Egy betegség kapcsán – hangszalag csomó – elindult a tudatosság útján. Beiratkozott ezoterikus – és spirituális kurzusokra, valamint kineziológiai tanfolyamra. Rengeteget mozog, lételeme a mozgás. Tudatosan tett a fizikai és lelki egészségéért. A belső úton '95. májusa óta folyamatosan segíti a kineziológia, amihez azóta nagyon sokféle önismereti és öngyógyító módszer jött még. (Családállítás, transzlégzés, és más transztechnikák – tánc, meditáció- biodinamikus craniosacralis kezelések, pszichoterápia és szupervízió, RTS Method stb… – ezekről az Öngyógyító könyvében részletesen írt.) 97-ben 7 és félévi együttélés után összeházasodik gyermekei apjával, Lőrincz Györggyel.
2002 nyarán előadást szervezett a Szigeten /a Torony Galéria – Open Art helyszínen. Saját maga írta a darabot. „Hét fejezet az álmokból " címmel. Jelen van a médiában: rádió, tv, internetrádió.
Missziójának érzi az "ébresztgetést". Lélekemelő előadásokat, kurzusokat és táborokat tart az országban, melyek az öntudatra ébredés fontosságáról és a spirituális felébredés jelentőségéről szólnak. Hét évi csoportmunka után 2016 májusától elkezdi a saját módszerét, amit játékosan („Somásan”) Játszás-Orgazmus-Készségfejlesztő kurzusoknak, rövidítve: JOK-nak nevez el. Ő azt az állapotot nevezi így, amikor az ember visszatalál a benne élő örök gyerekhez, és az önfeledt játszásban teljes mértékben képes feloldódni. Úgy tartja, hogy ebben a pillanatban, időszakban, amikor kienged, valójában be is enged, ilyenkor „lélegzik a lélek”.
2014-2015 őszén heteket töltött Londonban, ahol hétköznap nyelviskolába jár, hétvégente pedig előadásokat, kurzusokat tart ott élő magyaroknak, és mindkét évben fellép a londoni Posk nevű jazz klubban.
1998-ban létrehozta a Nők 2000 Nyitott Kapu Közhasznú Alapítványát, de intenzívebben 2006-tól jótékonykodik. (Amikor már a saját gyerekei is elkezdtek leválni róla.)
2012-ben megkapta a Civil Alapítványtól az „A NŐ, aki a legtöbbet tette a nőkért 2011-ben” díjat.
Több saját zenekari formációja volt (Soma MG, Jazz Apple, Libidó, Éva Komplex) legutolsó zenekara a VANAVAN, amivel 2015-ben debütált az Everness fesztiválon.
2005 óta járja az országot spirituális-pszichológiai-önismereti-ébresztgető show-ival, amiknek sajátságos, „Somás” stílusa van. (Országjáró előadás sorozata a Születés Hete Mozgalommal indult 2005-ben.) A tudatosan felépített, határozott dramaturgiai ívvel rendelkező előadásain sokat nevettet, rengeteg bátorító személyes történetet mesél el. Sorsfeladatának tartja az emberek spirituális ébredésének a segítését, az elavult hitrendszerek felismerését, azokból való felszabadítást, mindezt közérthető, szórakoztató, szeretetteljes módon.
Rendszeresen érkeznek felkérések televízióktól, rádióktól. Publikál, eddig 10 könyve jelent meg, koncertezik, előadásaival járja az országot, kurzusokat, táborokat tart, és rendszeresen publikál a www.ujegyensuly.hu site-on, amit 2016.november 3-án indított el.
Ezt az oldalt főképp gyógyítókból, spirituális tanítókból, az életminőséget, tudatosságot valamilyen módon segítő szakemberekből hozta létre, azzal a szándékkal, hogy segítse a tudatosság terjedését, az egyensúly megteremtését.
Férje Lőrincz György. Gyermekeik: Hanna, Lázár.

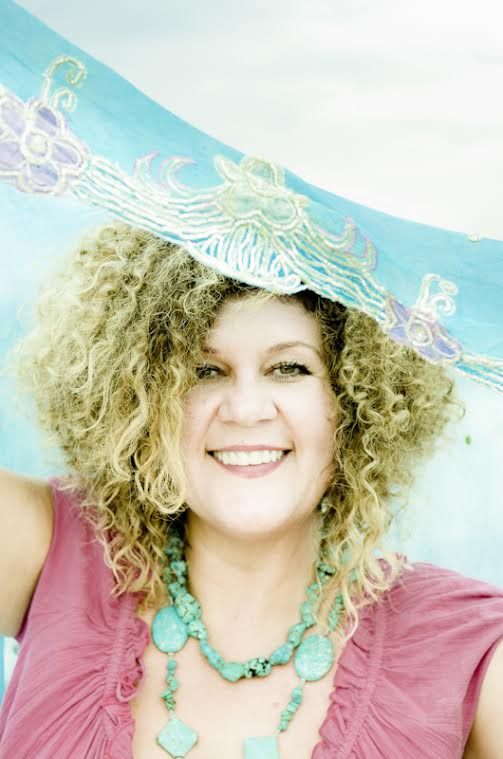
Spitzer Gyöngyi 2013-ban

### Tanulmányai
1972 és 1980 között a hajdúnánási 2-es számú Általános Iskolába járt, majd 1980 és 1984 között a hajdúnánási Kőrösi Csoma Sándor Gimnázium tanulója volt. 1988–tól 1992-ig a Bartók Béla Jazz Konzervatórium ének szakos hallgatója volt. 2005-től 2008-ig a Miskolci Bölcsész Egyesület felnőttképzésén pszichológiai tanulmányokat hallgatott, majd 2009-ben programakreditált képzésen vett részt (személyi és életvezetési tanácsadó (PL-2728). 2010-ben a Transzperszonális Pszichológia és Légzés Intézetben tanult egy évig.

### Zenei pálya
Az 1980-as évek vége óta zenélt pesti klubokban. Évekig énekelt rendszeresen a Fiatal Művészek Klubjában (FMK) és a Fekete Lyuk-ban; elsőként koncertezett a Tilos az Á-ban, ahol évekig klubja is volt.
2002: megalapította a Soma MG Zenekart (azaz: Mamagésa) Innentől kezdve használja ezt a művésznevet. Miután a zenekarban néhány tag kicserélődött, új nevek kapott a csapat: Soma Jazz Apple néven működött tovább.
A Vákuvá című dala három CD-n is megjelent, a magyar Sunset Cafe 3. kiadásán, az angliai Worner Records Bambuddha Groove egyik albumán (mindkét CD-n záró számként), és a Teljes ebéd albumukon, ami 2005-ben jelent meg. Ezen az albumon a záró dalt Presser Gáborral együtt írják, akinek még két másik albumán is énekel (Túl a maszathegyen, Válogatott musicalek).
2006-ban Megalapította a Libidó nevű zenekart. 2009 decemberében, a saját női zenekarával az Éva Komplex-szel debütált a Gödörben. Egy év múlva a három lány helyett három fiút hívott a zenekarba, ami a VANAVAN nevet kapta. 2014-ben férjével, Lőrincz Györggyel, megalapították a CSOKAPASZI együttest. 2015-ben VANAVAN nevű zenekarával – új tagokkal – debütált az Everness fesztiválon. Rendszeresen koncertezik a zenekarral.

### Klubfoglalkozásai
2008. március 5-én indult el Budapesten a saját klubja, amely az "Ébresztő előadások" címet kapja. Két éven át havonta tartott előadásokat. Szintén 2008 márciusában indult a Nők Lapja Cafe Club, ahol meghívott vendégekkel beszélgetett az adott témáról. Ez csak egy évig tartott. 2009-től közel egy éven át tartott a havi rendszerességgel működő Nemek Igenje Klub. 2011 és 2013 között a Malom udvarban tartotta a klub előadásait havi rendszerességgel.

### Önkéntesség
2007-től egyre több önkéntes munkát vállalt. A csömöri testi-szellemi fogyatékos intézettel igen szoros a kapcsolata, emellett hátrányos helyzetű nők, és mélyszegénységben élő cigányok kapnak folyamatosan figyelmet, energiát. Ózd-Hétes telepre rendszeresen adománygyűjtést szervez. Vállal jótékonysági fellépéseket, zsűrizést, éneklést. 2013 őszétől 9 hónapig havi egy alkalommal tartott Női Teljesség Csoport foglalkozást három típusú nőnek: aki éppen benne van a rákbetegségben, aki felgyógyult belőle, és aki fél, hogy beteg lesz.
Ezeken túl részt vett még Ózd-Hétes alkotótáborokban (önismereti csoportmunka ott élő asszonyokkal, hímző asszonykör), volt előadást tartani anyaotthonban, börtönben elítélteknek, és az Olvassunk együtt mozgalom szervezett felolvasásaiban. Szívügye volt a születés hete mozgalom.

### Alapítványa
1998-ban Nők 2000 Nyitott Kapu elnevezéssel közhasznú alapítványt hozott létre, hogy ezzel is segítse a tudatosság terjesztését, vagyis a szabad akarat, elme és intuíció szerepét, illetve az önmagunkra és a hitrendszereinkre való rálátni tudás meghatározó jelentőségét egyéni és társadalmi szinten egyaránt.

## Megjelenései

### CD-k
- Teljes ebéd (2005)
- Libidó: Balansz (2006)

### Könyvek
- Ébresztő! Soma Mamagésa levelei (2006)
- Ébresztő! 2 Soma Mamagésa újabb levelei (2008)
- Nemek igenje (2010)
- Új egyensúly – Fordulópont a férfi és nő viszonyában (2011)
- Afrodiziákumok. Az érzékletektől az érzékiségig. Vágykeltő receptjeim gyűjteménye; Jaffa, Bp., 2012
- Vágykeltő receptjeim gyűjteménye (2012)
- Tiszta szex; Jaffa, Bp., 2012
- Hogyan ne sárkányosodjunk el? (2013)
- Öngyógyító könyv. Módszerek, technikák, gyakorlatok, szemléletek; Jaffa, Bp., 2014
- Egységben önmagammal. Három előadás arról, hogyan találd meg önmagad, hogy egységben élhess a világgal is; Jaffa, Bp., 2015
- Félelem nélkül – az új nő születése (2017)
- A harmónia mint döntés; Jaffa, Bp., 2018
- Nemek igenje; 2. jav. kiad.; Jaffa, Bp., 2018

### Publikációk
- Élet és Irodalom: Szexuális szakácskönyv – részletek
- Cikkeket írt a "STYLE" című havilapba (2001)
- AMAZÓNA című női magazinban jelentek meg írásai (2002)
- Lapcom Kiadó is felkérte egy női rovatba írni, így a Kisalföld és Szeged című újságokban is publikált (2002)
- Playboy Magazin Fórum rovatba írt közel egy éven keresztül (2002)
- Nők Lapja Café-s levelekre írt válaszokat. 7 év alatt 4000 levélre válaszol (2004)
- Két éven át a Nők Lapjában is elindultak a személyes tanácsai (2007-2009)
- Új rovatot kap a Nők Lapja Cafe-n. A válaszadói rovat helyett két új alrovata lett: az egyik a kommentelés műfajában (az általa kiválasztott hírre reagál), illetve a szabad üzenet (2010)
- Rendszeresen publikál az Elixír Magazinban (2013)
- A Pszichológia&Praktikum szakmai újságba ír (2015)

### Filmek
- Bereményi Géza – Eldorádó (1988)
- Sólyom András – Napóleon (1988)
- Kamondy Zoltán – Halálutak és angyalok (1991)
- Klöpfler Tibor – Lakatlan ember (1992)
- Xantus János – Rocktérítő (1998)
- Jeles András – József és testvérei (2003)
- Herendi Gábor – Magyar vándor (2004)
- Tóth Barnabás – Akik maradtak (2019)
- Álom.net (újjászületés.txt reinkarnációja)

### Média
- Egy évig szerkesztette és vezette az A3 Tv-n (később MSat adó) a saját műsorát (1995–1996)
- A Bruhaha című TV-kabaré rendszeres komikája (1999)
- Ő szerkesztette Magyarország első internetes rádióját, az Indexrádiót (1998–2001)
- "Mi, a pasik, és a szex", és "Élet és Élet" címmel vezetett műsort
- Szerepel a TV2 a Big Brother VIP 2. csapatában – reality show, majd szintén a TV2-nél a Lazac című reggeli főzőműsort vezeti 1 hónapig minden hétköznap reggel (2002)
- Megasztár tehetségkutató verseny női zsűritagja volt három szériában (2003)
- Rádiócafe-n műsorvezető (2003)
- Szerkeszti és vezeti a Testi mesék című műsorát az M1 adón (2006-2007)
- Szerepel a Celeb vagyok, ments ki innen! című reality showban (RTL Klub) (2008)
- Zsűritag a Cég hangja című zenei vetélkedőben (Viasat3) (2010)
- Részt vett a Szeretem a testem című igen népszerű műsorban – sorsfordító átalakítás nőknek (2010)

Szerepelt még a következő műsorokban: 
- Déry János – Éjszaka c.műsorában
- Friderikusz Sándor show-iban
- Fábry Sándor show-iban
- Ridikül c. műsorokban
- Hal a tortán – TV2 Vendégváró valóság show
- Vacsoracsata RTL Klub – Vendégváró valóság show
- Sztárban sztár – TV2 zenész show műsor
- Édes élet – TV2 a sztárok mindennapjai testközelből
- Egy kávé Szily Nórával – beszélgetős műsor